# Грязин, Николай Станиславович
Николай Станиславович Грязин (7 октября 1997 года) — российский раллийный и кольцевой автогонщик. Вице-чемпион Российской Серии Кольцевых гонок (РСКГ) в классе «Туринг-лайт» в 2014 году. Чемпион северной Европы по ралли 2015 (NEZ Rally Championship). Вице-чемпион Латвии в классе «LRC3». Вице-чемпион Европы по ралли. Чемпион Европы по ралли в классе U28 (для пилотов не старше 28 лет).

## Общая информация
Николай Грязин — раллийный и кольцевой автогонщик. Москвич, сын российского автогонщика Станислава Грязина (чемпиона России по ралли 2001 года), младший брат Василия Грязина. В настоящее время выступает в чемпионате мира по ралли в классе WRC-2, в составе заводской команды Hyundai Motorsport.  
Начало карьеры, кольцевые гонки, 2012—2014 г.  
Первое ралли: Moscow Rally Masters Show-2014
Начало раллийной карьеры: Rally Aluksne-2015

## Спортивные достижения
- 2014 — Вице-Чемпион Российской Серии Кольцевых гонок (РСКГ) в классе «Туринг-лайт».
- 2015 - Старты на этапах национальных и региональных первенств  - Чемпион Северной Европы по ралли в классе R2  - Вице-чемпион Латвии в классе LRC3  - Дебют в чемпионате Европы по ралли  - Дебют за рулем полноприводного автомобиля – Škoda Fabia R5 (шестое место на Rallye du Valais)
- 2016  - Программа выступлений в чемпионате Европы по ралли  - Первая победа в чемпионате Европы по ралли в классе ERC3 (Rajd Rzeszowski)
- 2017  - Полноценная программа выступлений на Škoda Fabia R5 в чемпионате Европы по ралли  - Вице-чемпион Латвии по ралли  - Обладатель трофея имени Колина Макрея – Colin McRae ERC Flat Out Trophy  - Первая победа в чемпионате Европы по ралли в абсолюте (Rally Liepāja)  - Седьмое место по итогам чемпионата Европы по ралли
- 2018  - Вице-чемпион Европы по ралли  - Чемпион Европы по ралли в классе U28 (для пилотов не старше 28 лет)
- 2019  - Дебют в чемпионате мира по ралли (программа выступлений в зачете WRC2)  - 5 место в зачете WRC2 на ралли Швеция

## Гоночная карьера
Николай начал спортивную карьеру в 2012 году с участия в любительских картинговых соревнованиях. За руль гоночного автомобиля впервые сел зимой 2012-13 года под руководством Бориса Шульмейстера.  Весной 2013 Грязин дебютировал в Российской Серии Кольцевых гонок на Lada Kalina (класс «Национальный») в качестве «вступительного экзамена» для дальнейшего участия в более серьезных соревнованиях. Летом этого же года Николай отлично провел несколько гонок в кольцевом Кубке Лада Гранта в паре с Борисом Шульмейстером, к осени добившись двух побед — на этапах в Нижнем Новгороде и в Тольятти.
2014 год был посвящён кольцевой программе в РСКГ («Туринг-лайт») на Ford Fiesta R2 (затем Peugeot 208 R2). С первых же этапов молодой москвич навязывал серьезную борьбу ветеранам российского автоспорта — Владимиру Череваню, Андрею Севастьянову, напарнику по команде Борису Шульмейстеру.
За агрессивную манеру пилотирования и активную борьбу в ходе гонок результаты Грязина неоднократно подвергались пересмотру по заявлениям конкурентов.
По итогу сезона после финала на «Смоленском Кольце» Николай Грязин предварительно был назван чемпионом России. Но, за агрессивную манеру пилотирования и активную борьбу в ходе гонок результаты Грязина неоднократно подвергались пересмотру по заявлениям конкурентов. Именно из-за протеста, поданного на действия команды (в коробке передач [Peugeot 208 R2] была использована не омологированная главная пара), результаты были пересмотрены и чемпионский титул достался Борису Шульмейстеру (Грязин остался на второй строчке).
Команда Sports Racing Technologies (Рига, Латвия) стала командой-Чемпионом России в классе «Туринг-лайт».
Зарубежная кольцевая программа Грязина включала в себя старты в этапах европейского и итальянского Кубка Рено Клио ([Renault Clio] Cup Italia/Benilux). Николай неоднократно поднимался на подиумы серии.
Раллийная карьера — 2015 г.
В конце 2014 года Николай приступил к раллийным тренировкам со штурманом Ярославом Федоровым (Челябинск) на привычном Peugeot 208 R2, только в раллийной спецификации. Уже на своей третьей гонке — ралли «Лиепая» в феврале 2015 года — Грязин взял второе и первое место в моноприводном классе LRC 3. В апреле юный москвич с легкостью выиграл домашнее Rally Masters Show в Крылатском — международное раллийное шоу-соревнование на олимпийской велодороге.
В ходе различных соревнований в Латвии, Эстонии, Литве и странах Северной Европы 17-летний пилот существенно ускорился за весенне-летний период, в дебютном раллийном сезоне одержав несколько существенных побед: к осени он на равных сражался с лидером латвийского «монопривода», вице-Чемпионом Европы в ERC Junior — Ральфом Сирмацисом.
На финале Чемпионата Латвии 2015 года Грязин и Сирмацис вплотную боролись за лидерство в классе, и по итогам своего дебютного года москвич завоевал вице-Чемпионский титул страны. Также благодаря успехам в Прибалтике и странах Скандинавии Грязин стал Чемпионом северной Европы (NEZ Championship) в зачете R2.
| Vorumaa Talverally       | Estonia | 6 в EMV4     |
| Rallijsprints Kalnamuiza | Latvia  | 5 в 2WD open |
| Vorumaa Rallysprint      | Estonia | 1 в 2WD 1600 |
| Tallina Rally            | Estonia | сход         |
| East Sweden Rally        | Sweden  | 3 в class 13 |

Дебют на Skoda Fabia R5
В ноябре Николай при поддержке Skoda Baltic Motorsport и Sports Racing Technologies впервые стартовал на полноприводном автомобиле Skoda Fabia R5. Это произошло на асфальтовом ралли Du Valais, финале Чемпионата Европы ERC.   Несмотря на полностью новые для себя условия — новая трасса, новый незнакомый автомобиль совершенно иного уровня, серьезные соперники, знающие особенности швейцарских дорог — Грязин в ходе гонки продемонстрировал отличный прогресс и к концу гонки показывал результаты в ТОП-5 абсолютного зачета. Rallye Du Valais завершилось шестой строчкой «абсолюта».
| ERC Rallye International Du Valais | Switzerland | 6 в абсолютном зачете ERC |

2016 год
2016 год полностью посвящён программе ERC Junior — сокращенная версия Чемпионата Европы создана для молодых пилотов и разыгрывается на простой переднеприводной технике класса R2. Николай Грязин продолжит выступать на автомобиле Peugeot 208 за рижскую команду SRT, совмещая основную программу с тренировками и другими гонками.
Чемпионат Латвии по ралли — LRC
Автомобиль — Peugeot 208 R2
| Rally Sarma | LRC, Latvia | 14 в R2 |